# Cibuntu (Cibitung)
Cibuntu is een bestuurslaag in het regentschap Bekasi van de provincie West-Java, Indonesië. Cibuntu telt 26.491 inwoners (volkstelling 2010).